# Reserva Natural de Chongming Dongtan

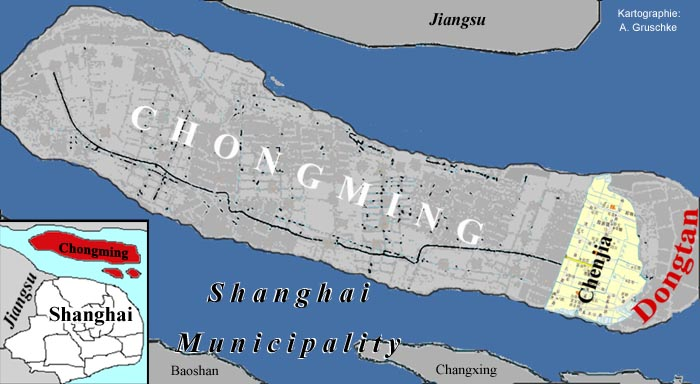
Isla de Chongming con la reserva de Dongtan en el extremo oriental

La Reserva natural de Chongming Dongtan se encuentra en el extremo oriental de Chongming, la mayor isla aluvial en un estuario del mundo, en el río Yangtsé. El sitio consta sobre todo de aguas del río y zonas intermareales de lodo, arena o sal. Entre los ricos recursos naturales del humedal hay una vegetación floreciente en las zonas intermareales, donde se encuentran arroyos de marea desarrollados, y varios bentos. 

## Localización
La reserva se encuentra a unos 50 km de la populosa ciudad de Shanghái, que tiene 24 millones de habitantes. La propia isla de Chongming, de 1041 km2, está ampliamente poblada y cultivada, con casi 700.000 habitantes, excepto una pequeña zona en el extremo oriental, donde se ha constituido la reserva. La isla se encuentra en el extremo septentrional del municipio de Shanghái y divide el río en dos canales, norte y sur, justo antes de entrar en el mar de la China Oriental. Los humedales están amenazados por las especies invasoras y el aumento del nivel del mar, y sirven de barrera contra las marejadas ciclónicas en un sitio de lluvias muy abundantes (más de 1100 mm anuales, con máximos en agosto de más de 200 mm) y la erosión costera, de ahí su conservación. Además, la isla se usa ahora como modelo para el desarrollo sostenible, como isla verde, y para el ecoturismo.

## Características
El sitio es un ecosistema típico, único y diverso ubicado entre los ecosistemas del río Yangtze, el mar Amarillo y el mar de la China Oriental. Plantas como la Phragmites y la Scirpus mariqueter endémica, que ocupan una gran parte del humedal, desempeñan un papel importante para enriquecer las producciones primarias, purificar el agua, resistir las mareas de tempestad y proteger las costas contra la erosión. El humedal es un sitio importante de invernada y parada para 111 especies de aves acuáticas migratorias, entre estas algunas especies amenazadas a escala mundial, como el correlimos cuchareta (Eurynorhynchus pygmeus), en grave peligro de extinción; la espátula menor (Platalea minor), una especie amenazada; y la grulla monje (Grus monacha), una especie vulnerable. Además, es un hábitat importante y una vía migratoria para el esturión chino (Acipenser sinensis), en grave peligro de extinción. Las 94 especies de agua dulce y de agua de mar y los peces migratorios que se encuentran en este sitio representan más del 80 % del total de especies de peces estuarinos del Yangtze. En 2002, la reserva fue declarada sitio Ramsar número 1144 (31°29′N 121°57′E).

## Patrimonio de la Humanidad
En 2022, la reserva de aves de Chongming Dongtan entra a formar parte de la lista indicativa para formar parte del patrimonio de la Humanidad de la Unesco. Formaría parte de una segunda fase en el nombramiento de santuarios de aves a lo largo de la costa del mar Amarillo y el mar de Bohai, donde hay ya 14 hábitats naturales costeros. La primera fase de santuarios de aves, que incluía dos reservas en Yancheng, se realizó en 2019.